# Светлогорск (Красноярский край)
Светлого́рск — посёлок в Туруханском районе Красноярского края России. Образует Светлогорский сельсовет. Светлогорск — посёлок энергетиков Курейской ГЭС. В 10 км от посёлка расположен аэропорт.

## География
Посёлок расположен на левом берегу реки Курейки (правый приток Енисея).

## История
Статус посёлка городского типа — с 1978 по 2013 год.
С 5 декабря 2013 года — посёлок.
До 2005 года находился в подчинении краевого города Игарки.

## Население
| 1979 | 1989  | 2002  | 2007  | 2009  | 2010  | 2012 |
| ---- | ----- | ----- | ----- | ----- | ----- | ---- |
| 3101 | ↗6811 | ↘1420 | ↘1233 | ↘1195 | ↘1014 | ↘980 |
| 2013 | 2014  | 2015  | 2016  | 2017  | 2020  | 2021 |
| ↘971 | ↗978  | ↘907  | ↘858  | ↗876  | ↘860  | ↘775 |

## Местное самоуправление
Глава посёлка А. К. Кришталюк.